# Odontamblyopus
Odontamblyopus és un gènere de peixos de la família dels gòbids i de l'ordre dels perciformes.

## Morfologia
- Tenen cossos allargats i prims.[2]

## Distribució geogràfica
Es troba a Àsia: des del Pakistan fins al Japó.

## Taxonomia
- Odontamblyopus lacepedii (Temminck & Schlegel, 1845)[3]
- Odontamblyopus rebecca (Murdy & Shibukawa, 2003)[4]
- Odontamblyopus roseus (Valenciennes, 1837)[5]
- Odontamblyopus rubicundus (Hamilton, 1822)[6]
- Odontamblyopus tenuis (Day, 1876)[7][8][9][10][11][12][13]